# Dubravko Škiljan
Dubravko Škiljan (Zagreb, 31. listopada 1949. — Zagreb, 21. srpnja 2007.) bio je hrvatski jezikoslovac, semiotičar, filolog i prevoditelj.

## Životopis
Rodio se 1949. kao sin kazališnog redatelja Mladena Škiljana i prevoditeljice Alke Škiljan. U Zagrebu je završio osnovnu školu i Klasičnu gimnaziju. Na Filozofskom fakultetu Sveučilišta u Zagrebu diplomirao je 1972. g. opću lingvistiku te latinski i grčki jezik s književnostima (kao dva B-predmeta), magistrirao je 1974. g. iz područja arheologije (s temom Grčki jezik spomenika kasnoantičke Salone), a 1976. g. obranio je doktorat (tema: Lingvistika i dijalektika) iz opće lingvistike.
Od 1972. g. radio je kao profesor latinskog i grčkog u osnovnoj školi, od 1974. g. na Klasičnoj gimnaziji u Zagrebu, a od 1977. g. bio je stalno zaposlen, najprije kao asistent, a zatim kao docent (od 1977.), izvanredni profesor (1981.) i redoviti profesor (1986., ponovo izabran 1992.), na Odsjeku za opću lingvistiku Filozofskog fakulteta u Zagrebu. U tom je razdoblju bio šef Katedre za opću lingvistiku, a nakon njihova osnivanja i šef Katedre za primijenjenu lingvistiku i Katedre za semiologiju. U jednom je mandatu obavljao dužnosti pročelnika odsjeka i prodekana za nastavu. Premda je bio redovni profesor, dao je otkaz 1996. godine jer mu je u nacionalističkoj atmosferi bio onemogućen normalan istraživački i podučavalački rad na Filozofskom fakultetu u Zagrebu.
Od 1996. g. do 2003. g. bio je redoviti profesor lingvistike i semiologije na Institutum Studiorum Humanitatis, Fakultetu za postdiplomske humanističke studije, u Ljubljani, gdje je 1998. g. osnovao postdiplomski i doktorski studij Lingvistika govora i teorija društvene komunikacije i obavljao funkciju koordinatora studija. Opet je postao redoviti profesor na Odsjeku za lingvistiku Filozofskog fakulteta u Zagrebu.
Objavio je 226 radova iz područja opće i teorijske lingvistike, povijesti lingvistike, semiologije, primijenjenje lingvistike i klasične filologije (od toga 36 u obliku knjiga ili samostalnih monografija), sudjelovao je na većem broju znanstvenih i stručnih skupova u zemlji i inozemstvu, te vodio nekoliko znanstvenih projekata u Hrvatskoj i Sloveniji. Osim redovite nastavne djelatnosti na dodiplomskim i poslijediplomskim studijima, držao je predavanja i u Pragu (CEU), Parizu (Sorbonne), Trstu (Scuola superiore per traduttori e interpreti), Sarajevu, Novom Sadu. Bio je mentor većem broju doktoranata i magistranata u Zagrebu i u Ljubljani. Škiljanovi bivši studenti i kasniji profesionalni jezikoslovci ističu kao temeljnu karakteristiku njegovih predavanja "metodički dobro koncipiran način prenošenja znanja" na poslijediplomskim studijima kojima je bio voditelj.  Za knjigu Mappa mundi osvojio je 2006. nagradu Kiklop. 
Nakon duge i teške bolesti, umro je u Zagrebu 21. srpnja 2007.

## Prijevodi
- Iz grčke lirike, 1975.
- Gaj Valerije Katul: Pjesme, 1979., 1987., 1996.
- Izbor iz starogrčke lirike, 1981.
- Aristofan: Ptice, 1985.
- Rimski cvjetovi, 1985., 2009.
- Ljubavne igre = Paignia erotika, 1986.
- Heronda: Mimijambi, 1990.
- Dionizije Tračanin: Gramatičko umijeće, 1995.
- Herodot: Povijest, 2000., 2007.
- Boj žaba i miševa / Natjecanje Homera i Hesioda, 2004.
- Grčka lirika, 2008.
- Ciceron: Podjele u govorništvu, 2011.
- Ciceron: Govor za pjesnika Arhiju, 2012.

## Djela
- Dinamika jezičnih struktura, 1976.
- Govor realnosti i realnost jezika, 1978.
- Pogled u lingvistiku, 1980., 1985., 1987., 1994. (izmijenjeno izdanje)
- Orbis Romanus 1: Početni udžbenik latinskog jezika, 1982. i više kasnijih izdanja (s Damirom Salopekom i Zlatkom Šešeljem)
- Orbis Romanus 2: Udžbenik latinskog jezika, 1985. i više kasnijih izdanja (D. Salopek, Z. Šešelj)
- Troja i kako je steći, 1985. (s grupom autora, glavni urednik Zlatko Šešelj)
- U pozadini znaka: Esej iz semiologije značenja, 1985.
- Jezična politika, 1988.
- Lingvistika svakodnevice, 1989.
- Kraj lingvistike?, 1991.
- Dijalog s antikom: Eseji iz antičke lingvistike, 1992.
- Varon i Kvintilijan: Dva antička lingvista, 1995.
- Leksikon antičkih autora, 1996. (urednik)
- Javni jezik, 2000.
- Govor nacije: Jezik, nacija, Hrvati, 2002.
- Leksikon antičkih termina, 2003. (urednik)
- Mappa mundi, 2006.
- Vježbe iz semantike ljubavi, 2007.
- Opuscula philologica, 2009.

## Vanjske poveznice
- Ivanjek, Željko. 22. srpnja 2007. Jezikoslovac koji je pričom nadrastao granice svoje struke. Jutarnji list. Zagreb. ISSN 1331-5692. Inačica izvorne stranice arhivirana 17. svibnja 2012. Pristupljeno 24. kolovoza 2022.
- Zarez br. 271-272 (2009.), tema broja: Svjetovi Dubravka Škiljana